# 烏拉里納斯區
烏拉里納斯區（西班牙語：Distrito de Urarinas），是秘魯的一個區，位於該國東北部洛雷託大區的洛雷托省，始建於1943年7月2日，面積15,778平方公里，海拔高度112米，2005年人口12,025，人口密度每平方公里0.76人。